# 篠栗四国八十八箇所

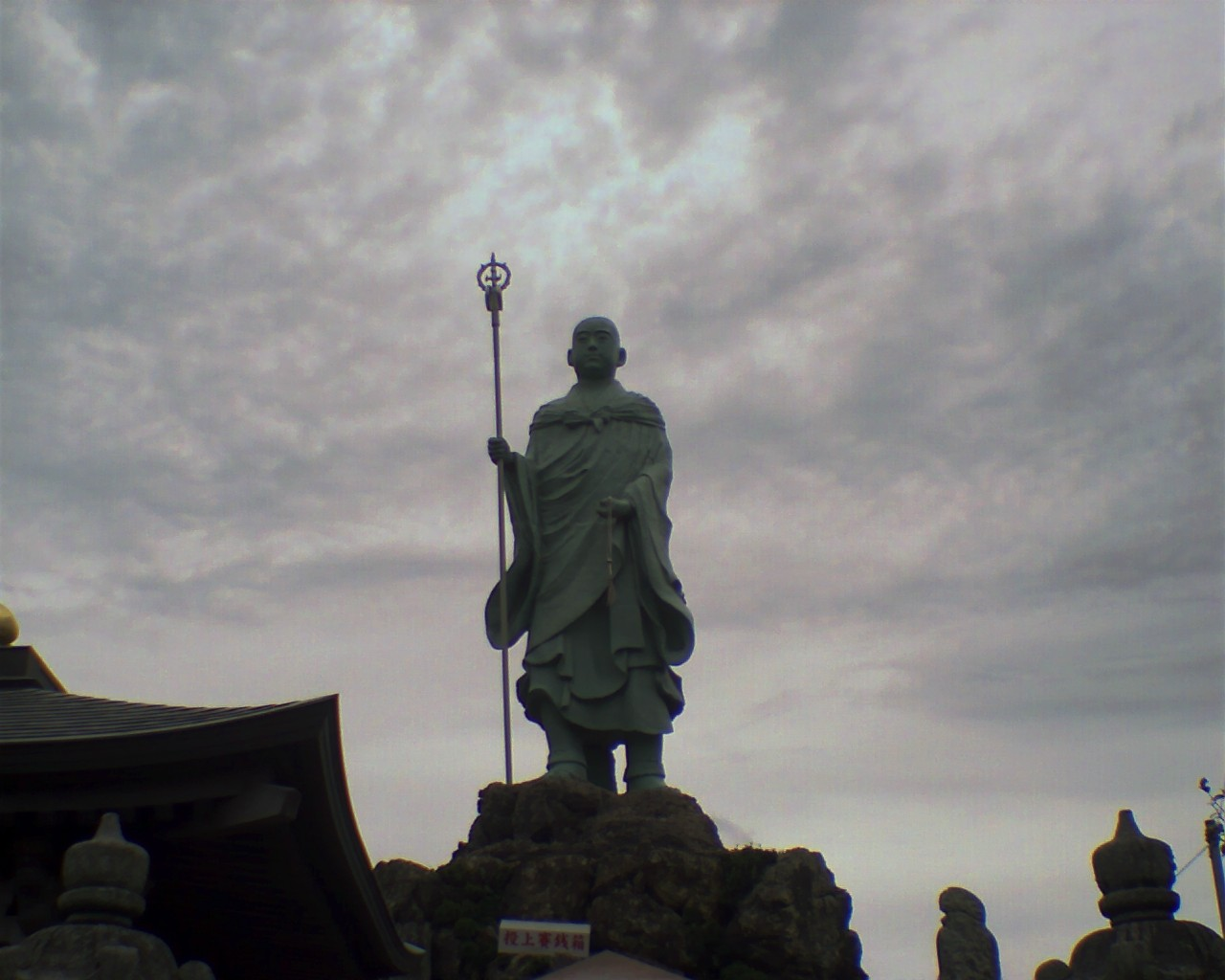
大師像（遍照院）

篠栗四国八十八箇所（ささぐりしこくはちじゅうはちかしょ）とは、福岡県糟屋郡篠栗町にある、空海（弘法大師）を拝する88か所の霊場の総称である。篠栗八十八箇所または単に篠栗霊場とも呼ばれる。小豆島八十八箇所、知多四国霊場と共に、「日本三大新四国霊場」に数えられることもある。札所は、福岡市から東に12㎞に位置し、国道201号を挟む両側の山麓や谷の奥に点在する。1970年頃には年間50万人の遍路で賑わい、遍路宿が53あったが、その多くは農家が兼業で経営しており、農繁期は泊まることはできなかった。

## 歴史
篠栗霊場の歴史は、慈忍という人物がこの地を訪れた1835年（天保6年）に始まる。慈忍は四国八十八箇所を巡拝したその帰りに篠栗村に立ち寄った尼僧であった。四国八十八箇所の開祖たる弘法大師も訪れたと伝わるこの村の者達の困窮を垣間見た慈忍は、その救済を目論みこの地にとどまり弘法大師の名において祈願を続け、やがて村に安寧をもたらしたものと伝わる。このことを弘法大師の利益（りやく）であるとした慈忍は、村の者達に四国のそれを模した88か所の霊場の造成を提案。呼応した村人達の手によって徐々に石仏が造られ始めたが、慈忍が没したので中断した。1854年（嘉永7年）に至って当時字田浦の住人藤井藤助翁多くの信者と相図り、篤志者等又私財を喜捨して遂に88か所に堂宇を建立し、石仏の本尊を安置して完成させた。石仏は高さ50センチ程度、その下に台座があり、ここに寄進者の名が彫られている。これが各札所の最初の本尊である。
江戸時代には侍が来て本尊の石仏を川にたたき込んで破壊したという伝承があり、初期においては藩による弾圧もあったようである。参拝者が増加するに連れ、加持祈祷をこととする多数の僧侶が入り乱れ、無秩序となった。このため、村民は、僧侶の事は僧侶の監督に待たざる可からずとして遂に高野山より南蔵院を移転した。その堂宇を竣工したのは1899年（明治32年）5月である。その後同院住職として山縣玄浄僧正の法弟なる林覚運師が赴任して、専ら同院の発展、霊場の整理を行い、88か所の霊場の総坪数3,550坪を南蔵院飛地境内として内務省の認可を得て、霊場取締りの本山と定め、更に報徳会を組織して霊場を受持つ僧侶の統一を図った。

## 態様
篠栗町域の東方（旧篠栗町）の山麓地を主として随所に霊場がたたずんでいる。含まれる霊場は、割烹や土産物屋などが併設された大規模な寺院から、僧の姿もない小規模な観音堂、時に小規模でありながら複数の旅館に囲まれるもの、また市街の傍に位置するものから、山道の果てに埋もれているものまで、その在様については様々である。各箇場には納経所とされる場とともに固有の印が置かれており、持参の紙などへの押印によって来訪の物的記録を得ることが可能となっている。50を超える旅館が界隈に存在していた往時に比べれば衰退したともいえるが、2006年現在にあっても界隈を中心に30を超える旅館が存在している。本元の四国八十八箇所と比較すれば県内においてすら知名度は薄いといえるが、知る人々からは豊富な自然とともにある静かな巡礼道として親しまれている。1970年頃までは、菅笠をかぶり白衣を着てわらじを履き、木の金剛杖をついたお遍路さんの集団が「南無大師遍照金剛」と合唱しながらお参りし、札所の本堂に入ると一斉に般若心経を唱えるのは日常の風景であった。特に3月半ばから4月半ばまでが多かった。しかし、その後はミニバス等に乗って札所巡りすることが大半となってしまった。 巡礼者が札所の賽銭箱に奉納するものは、おふだ、一掴みのコメ、1円玉（本堂だけは10円玉程度）。仏像の横などに、手足の悪い人は治癒を願って木の平板を手や足の形に切ったものを置き、子供が欲しい人は人形を上げて行った。しかし、1970年代以降はお金が中心となっている。

## 霊場一覧
なお、札所の番号と巡拝の順序は一致しない。
| 番   | 名称             | 本尊                 | 宗派           | 所在     |
| ---- | ---------------- | -------------------- | -------------- | -------- |
| 1    | 南蔵院           | 釈迦如来             | 高野山真言宗   | 城戸     |
| 2    | 松ヶ瀬阿弥陀堂   | 阿弥陀如来           |                | 松ヶ瀬   |
| 3    | 城戸釈迦堂       | 釈迦如来             |                | 城戸     |
| 4    | 金出大日堂       | 大日如来             |                | 金出     |
| 5    | 郷ノ原地蔵堂     | 地蔵菩薩             |                | 郷ノ原   |
| 6    | 小浦薬師堂       | 薬師如来             |                | 小浦     |
| 7    | 田ノ浦阿弥陀堂   | 阿弥陀如来           |                | 田ノ浦   |
| 8    | 金剛の滝観音堂   | 千手観世音菩薩       |                | 山王     |
| 9    | 山王釈迦堂       | 釈迦如来             |                | 山王     |
| 10   | 切幡寺           | 千手観世音菩薩       | 高野山真言宗   | 山王     |
| 11   | 山手薬師堂       | 薬師如来             |                | 山手     |
| 12   | 千鶴寺           | 虚空蔵菩薩           |                | 郷ノ原   |
| 13   | 城戸大日堂       | 十一面観世音菩薩     |                | 城戸     |
| 14   | 二ノ滝寺         | 弥勒菩薩             | 高野山真言宗   | 中ノ河内 |
| 15   | 妙音寺           | 薬師如来             | 天台宗         | 金出     |
| 16   | 呑山観音寺       | 千手観世音菩薩       | 高野山真言宗   | 萩尾     |
| 17   | 山手薬師堂       | 薬師如来             |                | 山手     |
| 18   | 篠栗恩山寺       | 薬師如来             |                | 上町     |
| 19   | 篠栗地蔵堂       | 地蔵菩薩             |                | 上町     |
| 20   | 中ノ河内地蔵堂   | 地蔵菩薩             |                | 中ノ河内 |
| 21   | 高田虚空蔵堂     | 虚空蔵菩薩           |                | 高田     |
| 22   | 桐ノ木谷薬師堂   | 薬師如来             |                | 桐ノ木谷 |
| 23   | 山王薬師堂       | 薬師如来             |                | 山王     |
| 24   | 中ノ河内虚空蔵堂 | 虚空蔵菩薩           |                | 中ノ河内 |
| 25   | 金剛山秀善寺     | 一願地蔵菩薩         | 高野山真言宗   | 山手     |
| 26   | 薬師大寺         | 薬師如来             | 高野山真言宗   | 荒田     |
| 27   | 神峰寺           | 十一面観世音菩薩     |                | 金出     |
| 28   | 篠栗公園大日寺   | 大日如来             |                | 中町     |
| 29   | 荒田観音堂       | 千手観世音菩薩       |                | 荒田     |
| 30   | 田ノ浦斐玉堂     | 阿弥陀如来           |                | 田ノ浦   |
| 31   | 城戸文殊堂       | 文殊菩薩             |                | 城戸     |
| 32   | 高田十一面観音堂 | 十一面観世音菩薩     |                | 高田     |
| 33   | 本明院           | 薬師如来             | 天台宗         | 田中     |
| 34   | 宝山寺           | 薬師如来             | 高野山真言宗   | 郷ノ原   |
| 35   | 珠林寺薬師堂     | 薬師如来             | 浄土宗         | 金出     |
| 36   | 呑山天王院       | 波切不動明王         | 高野山真言宗   | 萩尾     |
| 37   | 高田阿弥陀堂     | 阿弥陀如来           |                | 高田     |
| 38   | 丸尾観音堂       | 千手観世音菩薩       |                | 丸尾     |
| 39   | 篠栗山延命寺     | 薬師如来             | 高野山真言宗   | 上町     |
| 40   | 一ノ滝寺         | 薬師如来             | 真言宗醍醐派   | 山手     |
| 41   | 平原観音堂       | 十一面観世音菩薩     |                | 山王     |
| 42   | 中ノ河内仏木寺   | 大日如来             |                | 中ノ河内 |
| 43   | 源光山明石寺     | 千手観世音菩薩       | 真言宗大覚寺派 | 鳴渕     |
| 44   | 大宝寺           | 十一面観世音菩薩     | 高野山真言宗   | 金出     |
| 45   | 城戸ノ滝不動堂   | 不動明王             |                | 篠栗     |
| 46   | 岡部薬師堂       | 薬師如来             |                | 岡部     |
| 47   | 萩尾阿弥陀堂     | 阿弥陀如来           |                | 萩尾     |
| 48   | 中ノ河内観音堂   | 十一面観世音菩薩     |                | 中ノ河内 |
| 49   | 小松尾山雷音寺   | 釈迦如来             | 高野山真言宗   | 萩尾     |
| 50   | 郷ノ原薬師堂     | 薬師如来             |                | 郷ノ原   |
| 51   | 下町薬師堂       | 薬師如来             |                | 下町     |
| 52   | 山手観音堂       | 十一面観世音菩薩     |                | 山手     |
| 53   | 桐ノ木谷阿弥陀堂 | 阿弥陀如来           |                | 桐ノ木谷 |
| 54   | 中町延命寺       | 不動明王             |                | 中町     |
| 55   | 桐ノ木谷大日堂   | 大通智勝仏           |                | 桐ノ木谷 |
| 56   | 松ヶ瀬地蔵堂     | 地蔵菩薩             |                | 松ヶ瀬   |
| 57   | 田ノ浦栄福堂     | 阿弥陀如来           |                | 田ノ浦   |
| 58   | 大久保観音堂     | 千手観世音菩薩       |                | 大久保   |
| 59   | 田ノ浦薬師堂     | 薬師如来             |                | 田ノ浦   |
| 60   | 神変寺           | 大日如来             | 高野山真言宗   | 松ヶ瀬   |
| 61   | 山王寺           | 大日如来             | 真言宗御室派   | 山王     |
| 62   | 石原山遍照院     | 十一面観世音菩薩     | 高野山真言宗   | 上町     |
| 63   | 天狗岩山吉祥寺   | 毘沙門天             |                | 天狗岩   |
| 64   | 荒田阿弥陀堂     | 阿弥陀如来           |                | 荒田     |
| 65   | 三角寺           | 十一面観世音菩薩     | 高野山真言宗   | 御田原   |
| 66   | 観音坂観音堂     | 千手観世音菩薩       |                | 金出     |
| 67   | 山王薬師堂       | 薬師如来             |                | 山王     |
| 68   | 岡部神恵院       | 阿弥陀如来           |                | 山王     |
| 69   | 高田観音堂       | 聖観世音菩薩         |                | 高田     |
| 70   | 五塔の滝         | 馬頭観世音菩薩       |                | 鳴渕     |
| 71   | 城戸千手観音堂   | 千手観世音菩薩       |                | 城戸     |
| 72   | 田ノ浦拝師堂     | 大日如来             |                | 田ノ浦   |
| 73   | 山王釈迦堂       | 釈迦如来             |                | 山王     |
| 74   | 城戸薬師堂       | 薬師如来             |                | 城戸     |
| 75   | 紅葉ヶ谷薬師堂   | 薬師如来             |                | 郷ノ原   |
| (75) | 善通寺           | 薬師如来             | 単立           | 荒田     |
| 76   | 萩尾薬師堂       | 薬師如来             |                | 萩尾     |
| 77   | 山王薬師堂       | 薬師如来             |                | 山王     |
| 78   | 山手阿弥陀堂     | 阿弥陀如来           |                | 山手     |
| 79   | 補陀洛寺         | 十一面観世音菩薩     | 高野山真言宗   | 下町     |
| 80   | 田ノ浦観音堂     | 千手観世音菩薩       |                | 田ノ浦   |
| 81   | 二瀬川観音堂     | 千手観世音菩薩       |                | 二瀬川   |
| 82   | 鳥越観音堂       | 千手観世音菩薩       |                | 鳴渕     |
| 83   | 千手院           | 聖観世音菩薩         | 高野山真言宗   | 御田原   |
| 84   | 中町屋島寺       | 十一千手面観世音菩薩 |                | 中町     |
| 85   | 祖聖大寺         | 聖観世音菩薩         | 高野山真言宗   | 郷ノ原   |
| 86   | 金出観音堂       | 十一面観世音菩薩     |                | 金出     |
| 87   | 弘照院           | 聖観世音菩薩         | 高野山真言宗   | 金出     |
| 88   | 大久保薬師堂     | 薬師如来             |                | 大久保   |

## メディア

### テレビ
- ゴリパラ見聞録 - 2020年8月7日から9週にわたって全八十八箇所を巡る様子を放送